# Trà đá

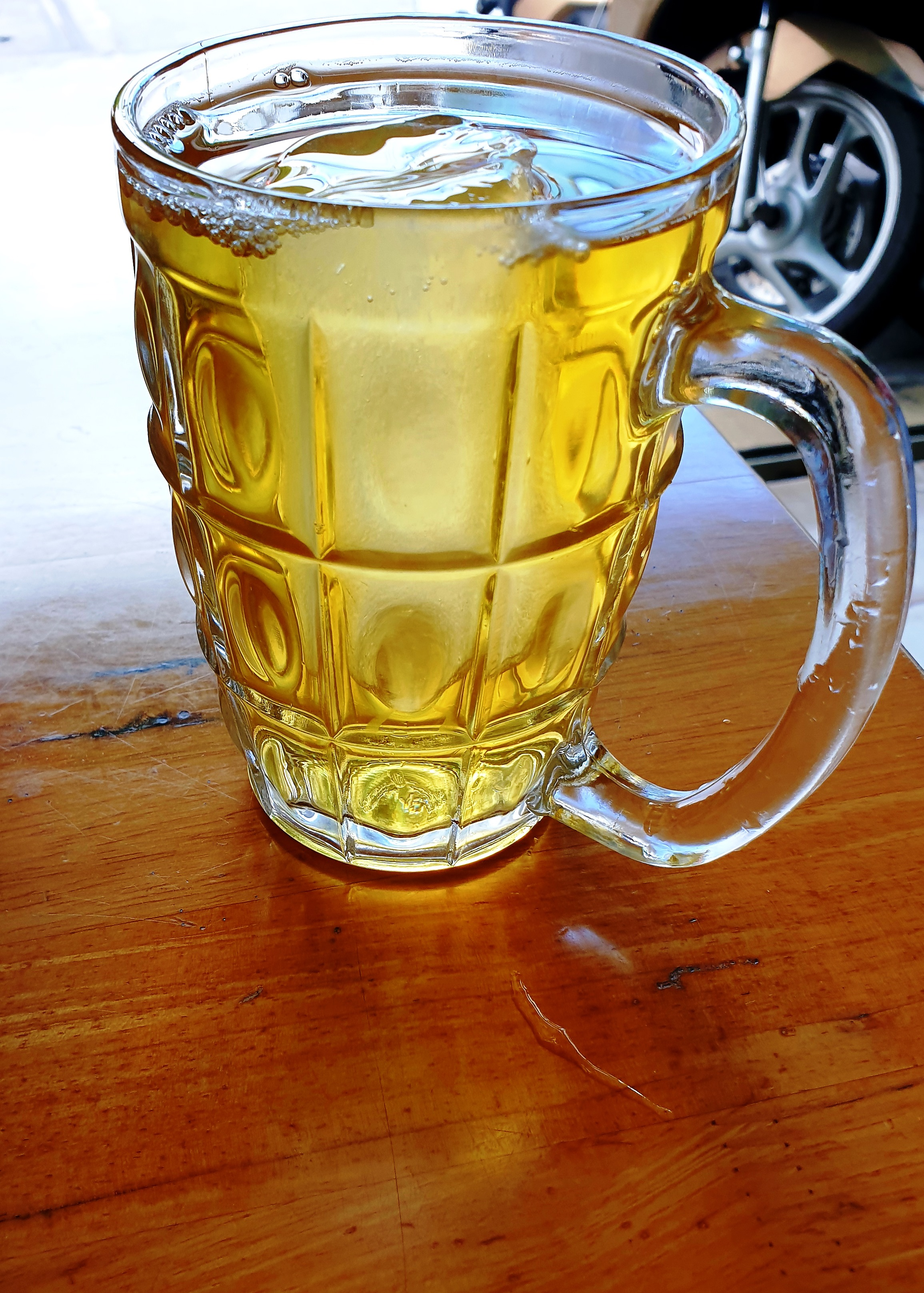
Một ly trà đá ở quận Tân Bình.

Trà đá là một dạng đồ uống với nguyên liệu là nước trà nguội với nước đá đập vụn rất thịnh hành ở Việt Nam và phổ biến ở nhiều xứ nóng trên thế giới. Hầu hết các quán nước bình dân Việt Nam đều bán loại nước trà này với giá thành rẻ vì tính tiện lợi, dễ làm, có hương vị thơm mát và dùng giải khát rất tốt.

## Lịch sử
Khó có thể xác định trà đá xuất hiện từ bao giờ, ở Việt Nam không có khí hậu lạnh, và các dụng cụ sản xuất nước đá mới chỉ dần được phổ biến trong những thập niên cuối thế kỷ 20 nên nước trà nguội được người dân sử dụng phổ biến ở xứ nóng như miền Nam Việt Nam, trong khi người Hà Nội nói riêng và miền Bắc nói chung thường chỉ uống chè pha nóng (kể cả với mục đích giải nhiệt), từ đó sự khác nhau của văn hóa ẩm thực mỗi miền khác nhau bởi khí hậu. Khi các dụng cụ làm đá, như tủ lạnh, trở nên thịnh hành hơn thì thay vì trà nguội, một số người đã bắt đầu đập nước đá vào ly và rót nước trà vào để uống cho mát, hình thành nên món trà đá phổ biến ở miền Nam Việt Nam bởi các yếu tố như khí hậu, thời tiết, tác phong làm việc,...
Những năm đầu thập niên 90 của thế kỷ 20, trà đá bắt đầu xuất hiện trong văn hóa ẩm thực của người miền Bắc Việt Nam như ở Hà Nội, cùng với món nước mía. Ban đầu nước uống này không được ủng hộ, thậm chí đã từng bị một số báo chỉ trích rằng bản chất của chè đã lạnh, thêm đá vào uống có hại cho sức khỏe vì dễ gây lạnh bụng. Tuy nhiên, thức uống này vẫn ảnh hưởng và phổ biến dần với người dân như giới trẻ bình dân (sinh viên) và lao động ngoại tỉnh về Hà Nội làm ăn. Với thời tiết nóng của miền Bắc nên trà đá được ưa chuộng vì tính giải khát và giá thành rẻ, trà đá đã là một phần của văn hóa ẩm thực miền Bắc và vẫn còn phổ biến đến ngày nay.

## Đặc điểm
Vì theo văn hóa thế giới nên trà thường được uống nóng và ít khi được làm lạnh như ở vùng nhiệt đới Việt Nam. Trà đá không những đáp ứng nhu cầu giải khát mà còn với giá thành rẻ, dễ làm,...
Trà đá của người vùng Nam Trung Bộ hoặc miền Nam Việt Nam thường pha rất loãng, hầu hết chỉ còn hương vị trà nhưng không chát vị trà, với rất nhiều đá đập vụn trong cốc, sử dụng các loại trà đã được ướp hương như trà sen, trà nhài,... Trong khi đó, trà đá ở miền Bắc thường đậm vị hơn và không có mùi hương đậm như trà đá miền Nam, thường dùng đá cục to phổ biến hơn là đá vụn. Trà đá thường có thể dùng nước chè pha hoàn toàn mới với tác dụng làm trà đá hoặc nước trà xanh hãm bằng lá chè còn tươi, sau đó cho đá vào. Nhiều quán giải khát đã dùng những phần nước trà nguội hoặc đã quá nhạt, chỉ còn mùi trà mà không còn vị và bán với giá thành rẻ hơn gây bất lợi với người sử dụng.